# Contea di MacDonnell
La contea di MacDonnell è una delle 16 Local Government Areas che si trovano nel Territorio del Nord, in Australia. Essa si estende su di una superficie di 268.784 chilometri quadrati ed ha una popolazione di 7.142 abitanti. La sede del consiglio si trova ad Alice Springs, al di fuori dei confini della contea.